# Santa Cruz Sentinel

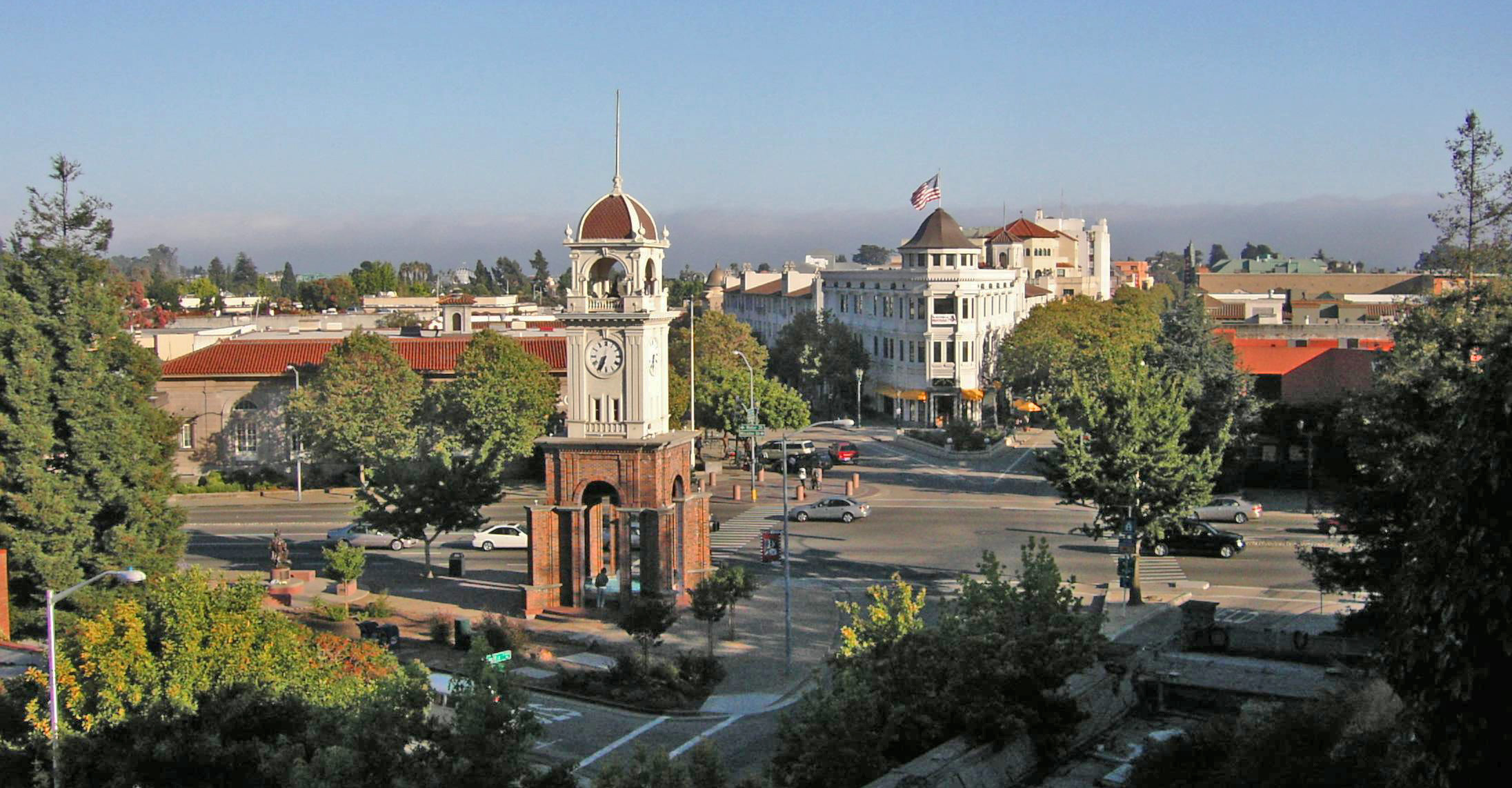
Vista de la ciudad de Santa Cruz.

El Santa Cruz Sentinel (en español: El centinela de Santa Cruz) es un periódico diario publicado en Santa Cruz, California, el diario cubre el área del Condado de Santa Cruz, California, y es propiedad de la corporación Digital First Media. La empresa Ottaway Community Newspapers, una filial de la empresa Dow Jones & Company, compró el diario en 1982 a la familia McPherson. Community Newspaper Holdings compró el diario Santa Cruz Sentinel a finales del año 2006 a Ottaway, pero lo vendió rápidamente el 2 de febrero del año 2007 a la corporación News Corporation. La corporación formó el grupo Digital First Media en el año 2013, cuando se fusionó con la compañía Journal Register. La compañía está controlada por el fondo de cobertura Alden Global Capital. El redactor jefe y editor del periódico es el Sr. Jim Gleim. El director de operaciones y publicidad es el Sr. Steve Bennet. La editora y mánager es la Sra. Melissa Murphy.